# Endsdallner Lipót
Endsdallner Lipót (Ennsdallner Lipót, Leopold Ensdallner) (Waidhof, Csehország, 1731. április 13. – Linz, 1795. február 10.) jezsuita rendi pap, hitszónok.

## Élete
1747-ben lépett a rendbe; mint jeles szónok Bécsben a Theresianumban, Kremsben, Pozsonyban és Linzben nagy hatással prédikált; a rend föloszlatása után még néhány évig hitszónok volt.

## Munkái
Munkái német nyelven:
- Mária szivéről Bécs, 1763. (Egyházi beszéd.)
- A rend szentségéről. Uo. 1771. (Polemikus beszéd.)
- A mise áldozatról. Pozsony, 1776. (Polemikus beszéd.)